# Hoxgen
Hoxgenen zijn een groep van genen die verantwoordelijk zijn voor de segmentering van het lichaam van alle hogere organismen. Hoxgenen regelen bijvoorbeeld hoeveel ledematen een dier krijgt en waar deze moeten groeien. 
Hoxgenen komen zowel bij gewervelde dieren voor als bij ongewervelde dieren. Een beschadiging van de hoxgenen kan voor een organisme grote gevolgen hebben omdat sterke afwijkingen kunnen ontstaan in de lichaamsbouw.